# Rovio Entertainment
Rovio Entertainment Ltd. o più comunemente Rovio (precedentemente Relude fino al 2005) è un'azienda sviluppatrice di videogiochi con sede in Finlandia, sussidiaria del gruppo SEGA dal 2023.
L'azienda è nota per aver creato la saga di Angry Birds.

## Storia
Nel 2003, tre studenti del Politecnico di Helsinki di nome Niklas Hed, Jarno Väkeväinen e Kim Dikert parteciparono a un concorso per sviluppo di videogiochi alla Assembly demo party (una demoscena in Finlandia), sponsorizzata da HP e Nokia. Il concorso fu vinto da loro con il gioco King of the Cabbage World (avente il multiplayer). Ciò convinse il trio, che creò la loro propria compagnia, battezzata Relude. King of the Cabbage World fu venduto a Sumea (oggi Digital Chocolate) e ribattezzato come Mole War (Guerra delle Talpe).
Nel gennaio del 2005 Relude cambiò il suo nome in Rovio Mobile a causa dell'investimento di un Angel investor.
Nel dicembre del 2009 Rovio rilasciò Angry Birds, un gioco per iPhone, che presto si rivelò essere un grande successo grazie anche a porting per svariate piattaforme.
Nel luglio del 2011, la compagnia cambiò il suo nome in Rovio Entertainment Ltd.
Il 17 aprile 2023, viene annunciata l'acquisizione da parte del gruppo SEGA, già proprietaria di Sonic the Hedgehog, per 706 milioni di euro. L'acquisizione è stata completata il 17 agosto 2023.

## Videogiochi sviluppati
- Amazing Alex;
- Angry Birds;
- Angry Birds Seasons;
- Angry Birds Space;
- Angry Birds Star Wars;
- Angry Birds Star Wars II;
- Angry Birds Epic;
- Bad Piggies;
- Angry Birds Stella;
- Angry Birds Transformers;
- Angry Birds Fight!;
- I Croods[2];
- Bounce Evolution;
- Bounce Tales;
- Bounce Touch;
- Bounce Boing Voyage;
- Burger Rush;
- Burnout;
- Battle Bay;
- Collapse Chaos;
- Cyber Blood;
- Darkest Fear;
- Darkest Fear;
- Darkest Fear;
- Desert Sniper;
- Dragon & Jade;
- Formula GP Racing;
- Fruit Nibblers;
- Gem Drop;
- Marine Sniper;
- Mole War;
- Need for Speed: Carbon;
- Paid to Kill;
- Paper Planes;
- Patron Angel;
- Playman Winter Games;
- Retry;
- Rovio Classics: Angry Birds;
- Shopping Madness;
- Space Impact: Meteor Shield;
- Star Marine;
- Sumea Ski Jump;
- Swat Elite Troops;
- US Marine Corps Scout Sniper;
- Totomi;
- War Diary Burma;
- War Diary Torpedo;
- Wolfmoon;
- X-Factor 2008.